# Fortifications de Lyon

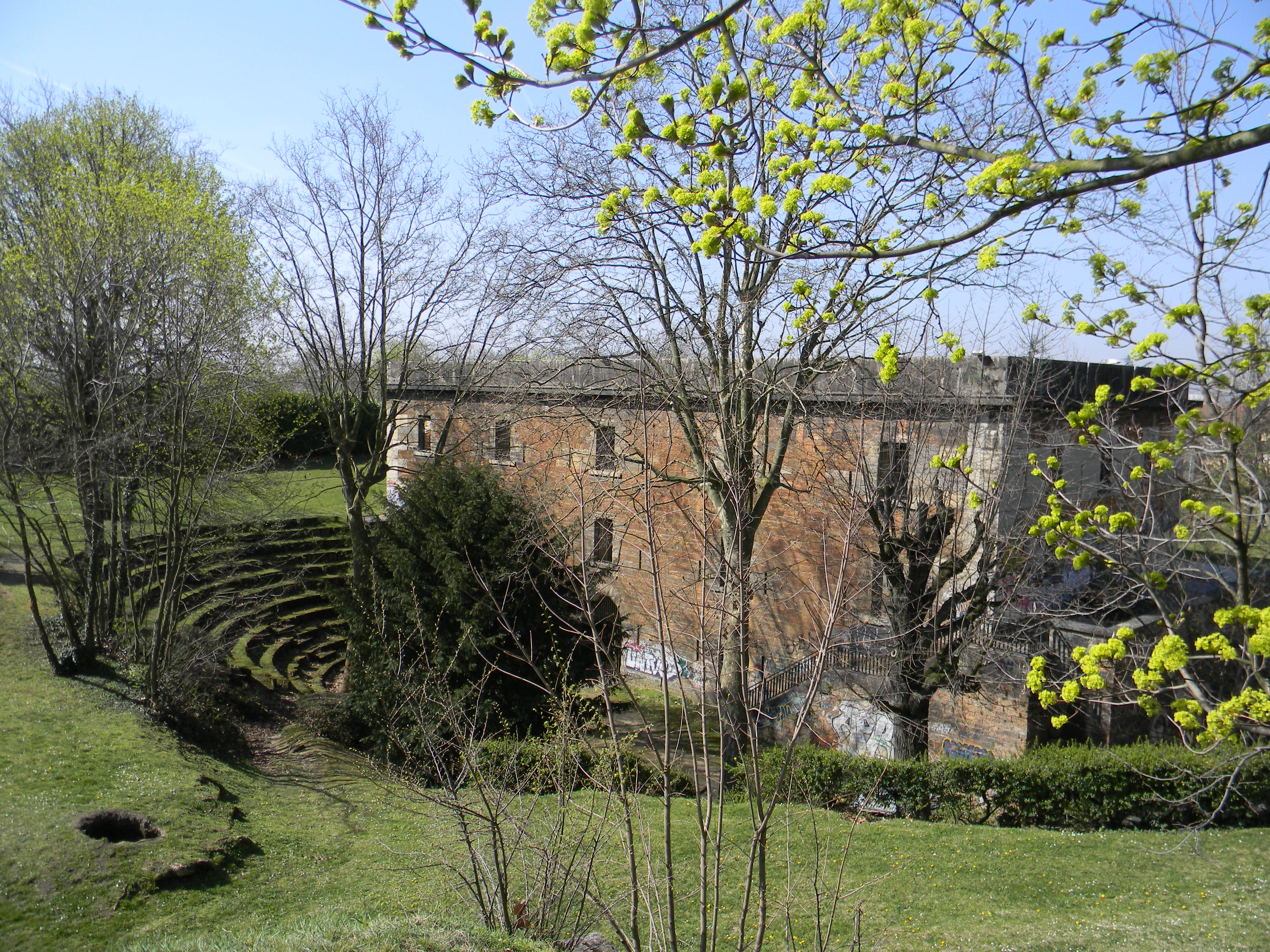
Fort de Montessuy à Caluire-et-Cuire.

Les fortifications de Lyon comportent :
- les Ceintures de Lyon
- la citadelle de Lyon

XIXe siècle
- Fort de Montessuy
- Redoute Bel-Air
- Redoute du haut-Rhône
- Redoute de la Tête d'Or
- Lunette des Charpennes
- Fort des Brotteaux
- Redoute de la Part-Dieu
- Fort Montluc
- Redoute des Hirondelles
- Fort La Motte
- Fort du Colombier
- Fort de la Vitriolerie
- Fort de Sainte-Foy
- Lunette du Petit Sainte-Foy
- Fort Saint-Irénée
- Lunette du Fossoyeur
- Fort de Loyasse
- Fort de Vaise
- Batterie de Pierre-Scise (non construit)
- Fort de Caluire
- Fort Saint-Jean
- Rempart de la Croix-Rousse
- Fort de la Grange Blanche (non construit)
- Fort de la Duchère
- Fort du Mont Verdun
- Batterie de Narcel
- Batterie du Mont-Thou
- Batterie des Carrières
- Batterie de la Freta
- Batterie de Sathonay
- Fort de Vancia
- Batterie de Sermenaz
- Redoutes de Neyron (toutes deux détruites)
- Ouvrage de Decines
- Fort de Meyzieu
- Ouvrage d'Azieu (non construit)
- Fort de Genas
- Batterie de Lessivas
- Fort de Bron
- Batterie de Parilly
- Fort de Saint-Priest
- Fort de Corbas
- Fort de Feyzin
- Fort de Montcorin
- Fort de Champvillard
- Fort de Côte-Lorette
- Fort du Clos-Roux (non construit)
- Fort du Bruissin
- Fort de Chapoly
- Fort du Paillet